# ديكنسون ريتشاردس
ديكنسون ودرف ريتشاردس الأصغر (بالإنجليزية: Dickinson Woodruff Richards, Jr)‏ ـ (30 أكتوبر 1895 ـ 23 فبراير 1973) طبيب وعالم وظائف أعضاء أمريكي، تقاسم  جائزة نوبل في الطب لعام 1956 مع فرنر فورسمان وأندره كورنان لتطويرهم قسطرة القلب وتوصلهم إلى كنه عدد من أمراض القلب.
ولد ريتشاردس في أورانج بولاية نيو جيرسي الأمريكية، ودرس في مدرسة هوتشكيس (بالإنجليزية: Hotchkiss School)‏ بولاية كونيتيكت، ثم التحق بجامعة ييل سنة 1913 حيث درس الإنجليزية واليونانية وتخرج سنة 1917 وكان عضوًا بجمعية سكرول آند كي (بالإنجليزية: Scroll and Key Society)‏ بالجامعة. وفي سنة 1917 التحق ديكنسون بالجيش الأمريكي، حيث أصبح معلمًا للمدفعية وعمل عامي 1918 و1919 ضابطًا بالمدفعية الأمريكي في فرنسا.
لدى عودة ريتشاردس إلى الولايات المتحدة، التحق بكلية جامعة كولومبيا للأطباء والجراحين، وحصل على شهادة الطب سنة 1923، وعمل بالمستشفى المشيخية (بالإنجليزية: Presbyterian Hospital)‏ بنيويورك حتى عام 1927، وهو العام الذي ارتحل فيه إلى إنجلترا ليعمل في المعهد الوطني للأبحاث الطبية بلندن (بالإنجليزية: National Institute for Medical Research)‏ تحت إشراف السير هنري ديل، حيث أجرى أبحاثًا حول ضوابط الدورة الدموية داخل الكبد.

## التكريم والجوائز
- جائزة نوبل في الطب (1956)
- جائزة جون فيليبس التذكارية من الكلية الأمريكية للأطباء (1960)
- وسام جوقة الشرف من رتبة فارس (1963)
- قلادة توردو (1968)
- قلادة كوبر من رابطة الأطباء الأمريكيين (1970)

## وفاته
توفي ريتشاردس في ليكفيل بولاية كونيتيكت في 23 فبراير 1973.

## روابط خارجية
- ديكنسون ريتشاردس على موقع الموسوعة البريطانية (الإنجليزية)
- ديكنسون ريتشاردس على موقع مونزينجر (الألمانية)
- ديكنسون ريتشاردس على موقع إن إن دي بي (الإنجليزية)